# Topos (matematica)
Topos in matematica (plurale topoi) è un tipo di categoria che si comporta come la categoria dei fasci di insiemi su uno spazio topologico.

## Topos elementare
Una rapida definizione formale di topos elementare può essere data facendo riferimento alla struttura di limiti e a quella monoidale cartesiana della categoria, unitamente all'esistenza di un classificatore di sottoggetti. Si dice topos elementare una categoria che:
1. ha limiti finiti (ossia è finitamente completa);
2. è cartesiana chiusa;
3. ha un classificatore di sottoggetti.

## Topoi di Grothendieck (topoi in geometria)
Fin dall'introduzione, negli anni quaranta, in matematica, del concetto di fascio, un tema di ricerca importante è stato lo studio di uno spazio mediante i fasci definiti su di esso.
L'idea fu esposta da Alexander Grothendieck introducendo il concetto di topos. L'utilità principale di questo concetto è l'abbondanza di situazioni in matematica in cui una valida intuizione topologica non si accompagna a veri esempi di spazi; in certi casi è  possibile trovare un topos che formalizzi l'intuizione.